# 안성 만둔사지
안성 만둔사지는 경기도 안성시 금광면 오산리에 있는 조선시대의 만둔사 옛터이다. 1986년 5월 22일 안성시의 향토유적 제4호로 지정되었다.

## 개요
이 사지(祠址)는 조선 중종·명종초의 명현(明賢)으로 을사사화(乙巳士禍) 때 희생당한 문정공(文貞公) 유인숙(柳仁淑, 1485-1545) 선생을 향사(享祀)하던 사우(祠宇) 만둔사터이다. 왕도정치의 구현을 위해 헌신한 공의 높은 뜻을 기려 향사하던 만둔사 옛터에는 현재 건물은 소실(燒失)되고 건물지(建物址)와 삼문지(三門址)의 주춧돌·담장 일부만이 남아 있고, 사지(祠址) 주변에는 선생의 묘와 신도비(神道碑)가 있다.

## 같이 보기
- 유인숙

## 참고 자료
- 만둔사지 - 안성문화관광